# Cibitoke
Cibitoke er en by i den nordvestlige del af Burundi, med et indbyggertal (pr. 2002) på cirka 14.600. Byen er hovedstad i en provins af samme navn, og ligger tæt ved grænsen til Demokratiske Republik Congo.
2°53′S 29°07′Ø / 2.883°S 29.117°Ø